# Eparquía de Súzdal
La eparquía de Súzdal (en ruso: Суздальская епархия) fue una circunscripción eclesiástica de la Iglesia ortodoxa de Constantinopla en la Rus de Kiev y luego de la Iglesia ortodoxa rusa en Rusia. Se trataba de una eparquía bizantina, sufragánea del metropolitanato de Kiev y toda la Rus. Fue suprimida el 16 de octubre de 1799.

## Territorio y organización
La eparquía extendía su jurisdicción sobre los fieles de rito bizantino residentes en parte de la Rus de Kiev, en la actual óblast de Vladímir. 
La sede de la eparquía se encontraba en la ciudad de Súzdal, en donde se halla la Catedral de la Natividad.

## Historia
La cristianización de la región de Rostov-Súzdal aparentemente comenzó en la década de 990: desde entonces, los entierros en esta región ya se realizaban según los ritos cristianos.
La ubicación de la sede del obispo de Rostov en Súzdal al menos a principios de la década de 1160 está evidenciada por la Crónica de Ipatiev. En esa década el príncipe Andrei Yuryevich Bogolyubsky intentó establecer un metropolitano de Vladímir independiente de Kiev, encabezado por Teodoro (Teodoreto), pero el patriarca de Constantinopla, Lucas Crisoverges, rechazó los planes del príncipe.
La eparquía de Súzdal y Vladímir se erigió en 1214 bajo el príncipe de Vladímir, Yuri II, separándola de la eparquía de Rostov. El primer obispo de la recién formada eparquía fue Simón, nombrado entre los abades de Kiev por el metropolitano Mateo. San Simón es conocido como el autor de ocho historias sobre los monjes de las Cuevas, escritas en cartas al monje de las Cuevas de Kiev, Policarpo. Estas historias marcaron el inicio del Patericon de las Cuevas de Kiev, la primera recopilación rusa de las vidas de los santos de Dios. Simón murió en 1226 y fue enterrado en la Catedral de la Asunción. Inicialmente, el obispo gobernante se titulaba Súzdal y Vladímir, desde 1218 fue Súzdal, Vladímir y Pereslavl-Zaleski, pero más tarde, en el siglo XIII, Vladímir del Kliazma se convirtió definitivamente en la principal ciudad de esta región eclesiástica. Después de la invasión de Batu Kan, el trabajo de restablecer el orden en los asuntos de la Iglesia fue llevado a cabo por el metropolitano Kirill de Kiev, quien pasó mucho tiempo no en la devastada Kiev, sino en Vladímir.
En 1274 el concilio Local de la Iglesia rusa se celebró en Vladímir. El archimandrita Serapión, del monasterio de Kiev-Pechersk, fue consagrado obispo de Vladímir; la ciudad catedralicia se convirtió en Vladímir del Kliazma. El obispo gobernante recibió el título de Vladímir, Súzdal y Nizhni Nóvgorod. El territorio de la eparquía comprendía entonces el Gran Ducado de Vladímir, así como los principados de Kostromá, Moscú, Pereslavl, Starodub, Gorodets con Nizhni Nóvgorod, Súzdal y Yúryev.
En 1330 se restableció una sede independiente con sede en Súzdal para la mayor parte del territorio de Vladímir-Súzdal. Sin embargo, no hubo sede episcopal en Vladímir hasta 1748.
El 26 de enero de 1589 la eparquía de Súzdal se convirtió en archieparquía y el 25 de marzo de 1682 en metropolitanato.
Los obispos que dirigieron la eparquía de Suzdal en la segunda mitad del XVIII ya no gozaban de la misma influencia entre el episcopado que antes, y el metropolitanato fue rebajado a eparquía.
Por decreto del 6 de mayo de 1786, la eparquía de Súzdal se unió a la recién establecida eparquía independiente de Vladímir, pero Súzdal siguió siendo la ciudad catedralicia. En 1788, el territorio de la abolida eparquía de Pereyáslav se anexó a la eparquía.
En el momento de su abolición, la eparquía de Súzdal y Yúryev era una de las más pequeñas en territorio entre las eparquía de la Gran Rusia, pero destacaba por su importante número de iglesias (hasta 500), monasterios y desiertos (hasta 40).
Bajo el emperador Pablo I, el 31 de julio de 1798, la sede episcopal se trasladó a Vladímir, y desde el 16 de octubre de 1799 la eparquía pasó a llamarse Vladímir y Suzdal.
El 24 de marzo de 1916 se estableció el vicariato de Súzdal de la eparquía de Vladímir. Después de 1931, la sede no fue ocupada.

## Episcopologio

### Eparcas de Súzdal y Vladímir
- Teodoro I (siglo X)

### Eparcas de Súzdal, Vladímir y Pereslavl-Zaleski
...

### Eparcas de Vladímir, Súzdal y Nizhni Nóvgorod
...

### Eparcas de Súzdal
- Daniel (marzo de 1330-1347)
- Juan (1340-1347)

### Eparcas de Súzdal, Briansk y Tarusa
- Natanael (6 de agosto de 1347-1351)
- Daniel (1350-1351) (por segunda vez)
- Juan (1351-1363) (por segunda vez)
- Alejo (Biakont) (1363-1365)
- Juan (1365-1366) (por tercera vez)
- Alejo (Biakont) (1366-1373) (por segunda vez)

### Eparcas de Súzdal, Nizhni Nóvgorod y Gorodéts
- Dionisio (11 de febrero de 1374-15 de octubre de 1385)
- Eufrosino II (marzo/junio de 1389-25 de marzo de 1406)

### Súzdal y Tarusa
- Mitrofan (9 de septiembre de 1406-1427)
- Gregorio I (1427-1431)
- Abraham (1431-1452)
- Felipe (1452-11 de noviembre de 1464)
- Eutimio (noviembre de 1464-1465)

### Súzdal, Kaluga y Tarusa
- Eutimio (noviembre de 1465-1484)
  - Teodoro (1483) (la información sobre Feodor, el antiguo obispo de Chernígov no puede considerarse fiable)
- Nifont (9 de diciembre de 1484-8 de marzo de 1508)
- Simeón (Stremoukhov-Bezborody) (21 de agosto de 1509-21 de noviembre de 1515)
- Gennady (Bogoyavlensky) (10 de febrero de 1517-23 de marzo de 1531)
- Ferapont (9 de marzo de 1539-25 de febrero de 1543)
- Iona (Sobina) (21 de febrero de 1544-1548)
- Trifón (Stupishin) (10 de marzo de 1549-1551)
- Afanasy (Paletsky) (18 de junio de 1551-11 de agosto de 1564)
- Eleuterio (1564-1567)
- Pafnucio (1567-26 de noviembre/5 de diciembre de 1570)
- Savvatiy (1570-1571)
- Beato Gregorio II (1571)
- Varlaam (1571-1586)
- Job (1587-26 de enero de 1589)

### Archieparcas de Súzdal
- Job (26 de enero de 1589-1594)
- Galaktion (1594-2 de julio de 1609)
- Gerasim (marzo de 1613-20 de febrero de 1615)
- Arseny Elassonsky (1615-13 de abril de 1626)
- Joseph Kurtsevich (agosto de 1626-22 de marzo de 1634)
- Serapión (5 de octubre de 1634-25 de febrero de 1653)
- Sofronio (29 de enero de 1654-13 de septiembre de 1654)
- José (1655-abril de 1656)
- Filaret (10 de agosto de 1656-1658)
- Esteban (2 de mayo de 1658-1661)

### Archieparcas de Súzdal y Yúriev
- Stephen (1666-2/12 de julio de 1679) (por segunda vez)
- Marcelo (21 de marzo de 1680-6 de septiembre de 1681)
- Pablo (Moravo) (6 de septiembre de 1681-noviembre de 1681)
- Hilarión de Suzdal (11 de diciembre de 1681-25 de marzo de 1682)

### Metropolitanos de Súzdal y Yúriev
- Hilarión de Suzdal (25 de marzo de 1682-28 de febrero de 1705)
- Efrem (Yankovic) (24 de agosto de 1708-18 de marzo de 1712)

### Eparcas de Súzdal y Yúriev
- Ignacio (Smola) (7 de septiembre de 1712-25 de enero de 1719)
- Varlaam (Lenitsky) (31 de mayo de 1719-5 de julio de 1723)
- Joachim (Vladimirov) (11 de octubre de 1725-16 de marzo de 1726, 22 de abril de 1726-13 de abril de 1731)
- Gabriel (ruso) (24 de noviembre de 1731-17 de septiembre de 1735)
- Afanasy (Paussius-Kondoidi) (17 de septiembre de 1735-10 de octubre de 1737)
- Veniamin (Falkovsky) (1737-1739)
- Simón (Tikhomirov) (21 de noviembre de 1739-15 de diciembre de 1747)
- Porfirio (Kraisky) (30 de mayo de 1748-9 de octubre de 1755)
- Silvestre (Glovatsky) (9 de octubre de 1755-20 de mayo de 1760)
- Gennady (Dranitsyn) (13 de diciembre de 1760-11 de abril de 1775)
- Tikhon (Yakubovsky) (19 de mayo de 1775-4 de abril de 1786)

### Eparcas de Súzdal y Vladímir
- Víctor (Onisimov) (6 de mayo de 1788-16 de octubre de 1799)